# Jean-Henri Fabre
Jean-Henri Casimir Fabre (n. 21 decembrie 1823, Saint-Léons, Midi-Pyrénées, Franța – d. 11 octombrie 1915, Sérignan, Provence-Alpes-Côte d'Azur, Franța) a fost un naturalist, entomolog și autor francez cunoscut pentru stilul plin de viață al cărților sale de popularizare despre viața insectelor.